# Wigwassing
Wigwassing (wequashing), Među Indijancima Nove Engleske, način noćnog hvatanja jegulja iz kanua uz pomoć upaljenih baklji. Indijanci ovaj način ribolova nazivaju weequash od čega su Europljani napravili anglizam wequashing. Wigwassing je particip glagola to wigwass, nastao kontrakcijom i anglizacijom massachuset riječi wikwesweu ('osvjetljuje').